# Mirsamad Pourseyedi
Mirsamad Pourseyedi (persisch صمد پورسیدی Samad Pourseyedi; * 15. Oktober 1985) ist ein iranischer Radrennfahrer. Seit Ende der 2000er Jahre gehört er zu den stärksten Radsportlern Asiens.

## Sportliche Laufbahn
Pourseyedi gewann 2007 die vierte Etappe bei der Taftan Tour (von Taftan (Vulkan), persisch تفتان Taftān) und erreichte er weitere Etappenplatzierungen unter den ersten Zehn bei der Aserbaidschan-Rundfahrt und bei der Tour of Milad du Nour. In der  Gesamtwertung der UCI Asia Tour 2007 belegte er den 20. Rang. 2011 war jedoch sein Dopingtest bei der Türkei-Rundfahrt positiv auf EPO, und er wurde für zwei Jahre gesperrt.
2013 ging Pourseyedi zum heimischen Continental Team Tabriz Petrochemical Team, um seine sportliche Laufbahn fortzusetzen. Sein zunächst erfolgreichstes Jahr war 2014, als er drei Rundfahrten – die Tour de Langkawi, die Tour of Japan und die Tour of Fuzhou – gewann und die Gesamtwertung der UCI Asia Tour für sich entschied. Auch im Jahr darauf gelangen ihm drei Siege bei Rundfahrten, der Tour de Taiwan, der Japan- und Iranrundfahrt, wodurch er erneut die Gesamtwertung der Asia Tour gewann. 2016 gewann der die Iran-Rundfahrt ein weiteres Mal, 2017 und 2018 wurde er nationaler Meister im Einzelzeitfahren. 2018 wurde er zudem mit der iranischen Nationalmannschaft Zweiter des Mannschaftszeitfahrens bei den Asienmeisterschaften auf der Straße.

## Erfolge
2007
- eine Etappe Taftan Tour

2009
- eine Etappe Milad De Nour Tour

2010
- eine Etappe Tour de Singkarak – Mannschaftszeitfahren

2011
- eine Etappe Le Tour de Filipinas
- Gesamtwertung International Presidency Tour
- drei Etappen Tour de Singkarak

2013
- Gesamtwertung und eine Etappe Tour of Qinghai Lake
- Gesamtwertung und eine Etappe Banyuwangi Tour de Ijen

2014
- Gesamtwertung und eine Etappe Tour de Langkawi
- Gesamtwertung und eine Etappe Tour of Japan
- Gesamtwertung und eine Etappe Tour of Fuzhou
- Gesamtwertung UCI Asia Tour

2015
- eine Etappe Le Tour de Filipinas
- Gesamtwertung und eine Etappe Tour de Taiwan
- Gesamtwertung Tour of Japan
- Gesamtwertung und eine Etappe Tour of Iran
- Gesamtwertung UCI Asia Tour

2016
- Gesamtwertung, Punktewertung, Bergwertung und eine Etappe Tour of Iran
- Bergwertung Tour of Japan
- Iranische Meisterschaft – Einzelzeitfahren

2017
- Iranischer Meister – Einzelzeitfahren

2018
- Asienmeisterschaft – Mannschaftszeitfahren
- Iranischer Meister – Einzelzeitfahren

## Teams
- 2008 Islamic Azad Univercity
- 2009 Petrochemical Tabriz Cycling Team
- 2010 Tabriz Petrochemical Cycling Team
- 2011 Azad University
- 2013 Tabriz Petrochemical Team
- 2014 Tabriz Petrochemical Team
- 2015 Tabriz Petrochemical Team
- 2016 Tabriz Shahrdari Team
- 2017 Tabriz Shahrdari Team